# Station Nordhausen
Station Nordhausen is een spoorwegstation in de Duitse plaats Nordhausen.